# Jin Ziwei
Jin Ziwei (chiń. 金紫薇; pinyin Jīn Zǐwēi; ur. 17 października 1985 w Liaoning) – chińska wioślarka.

## Osiągnięcia
- Igrzyska Olimpijskie – Ateny 2004 – ósemka – 4. miejsce[1].
- Mistrzostwa Świata – Eton 2006 – ósemka – 4. miejsce[1].
- Mistrzostwa Świata – Monachium 2007 – czwórka podwójna – 3. miejsce[1].
- Igrzyska Olimpijskie – Pekin 2008 – czwórka podwójna – 1. miejsce[1].